# Mierzewo (stacja kolejowa)
Mierzewo – dawna stacja kolejowa (Gnieźnieńska Kolej Wąskotorowa) w Mierzewie, w województwie wielkopolskim, w Polsce. Została otwarta w 1896 roku.